# Победа (парк, Киев)
Парк «Победа» — парк в Днепровском районе города Киева, посвящённый победе СССР в Великой Отечественной войне. Заложен в 1965 г. Расположен между жилыми массивами Воскресенка и Северо-Броварским (бывш. Комсомольским) близ станции метро «Дарница». Площадь — 65 га(2019; изначально — 82,61 га). Реконструирован в 2003—2012 гг. (архитектор Константин Черний) и 2018—2019 гг.
В парке сосновый лес, декоративное озеро, парковые сооружения; городок аттракционов, спортивные и детские площадки. На главной аллее — курган Бессмертия.

## История
Заложен в 1965 году; архитекторы — М. И. Гречина, В. Ежов, И. Жилкин, А. Заваров, С. Вайнштейн, И. Мезенцев; перепланирован в 2008 г. На 82,61 га имеется сосновый лес с парковыми аллеями, декоративное озеро с арковыми мостиками и островом, аттракционы (советские и новые с бывшего луна-парка на Лесной), спортивные площадки, крытый каток «Снежинка». С колеса обозрения (около 30 м) можно наблюдать панорамы части киевского левобережья.
На главной аллее парка — курган Бессмертия. Открыт 21 июня 1967 года в честь героев, которые отдали жизнь за свободу и независимость СССР в годы Великой Отечественной войны. Курган Бессмертия насыпан из земли, привезённой с солдатских и партизанских могил, оставленных войной в разных местах СССР и других стран Европы, в том числе с братских могил Яновских лесов (Польша), где против немецких фашистов воевали польские и советские партизаны. Основание кургана выполнено в форме пятиконечной звезды. Архитекторы проекта А. А. Сницарев и О. К. Стукалов. Реконструкция кургана проведена в 2004 году в честь 60-летия освобождения Украины от фашистских захватчиков.

## Реконструкция

### I очередь реконструкции 2003—2012 гг.
В 2003—2012 годах в парке была проведена масштабная реконструкция I очереди. Переобустроен главный вход в парк с установкой скульптурной композиции «Мать провожает сына на войну», построено 2 фонтана: переливной фонтан «Память» и круглый «Слёзы матери». Упорядочен курган Бессмертия, замощены бетонными и гранитными плитами аллеи и дорожки. Для полноценной эксплуатации было сооружено множество объектов парковой инфраструктуры, проведены мелиоративные работы по углублению и укреплению водоемов с установкой трёх ажурных металлических мостов. Оборудован островок, на котором в данное время обитают бобры.
В 2012 в центре парка был установлен памятник «Матери-вдове», в 2013 — памятник пограничникам, а в мае 2016 перед главным входом установлена скульптурная композиция «Люди Победы».
Главным архитектором проекта реконструкции 2003—2012 гг. парка «Победа» был заслуженный архитектор Украины Константин Черний.

### II очередь реконструкции с 2018 г.
II очередь реконструкции парка началась в 2018 г., во время которой было восстановлено 20 га территории парка «Победа». Были обустроены детские и спортивные площадки, созданы арт-объекты, высажены декоративные группы деревьев, кустов и многолетних цветов, обустроены газоны. 27 июня 2018 городским главой Киева Виталием Кличко была открыта первая очередь после капитального ремонта. Были обустроен японский уголок (мини-оазис в японском стиле с цветником и стилизованным мостиком), экодиван с газонной травы, обустроены экопарковки со стороны улицы Жмаченко и оборудован временный полив.
26 сентября 2019 г. городской глава Киева Виталий Кличко открыл после капитального ремонта вторую очередь реконструкции парка. В части парка обустроили дорожки из ФЭМа, асфальтное покрытие для заезда технологического транспорта, сделали озеленение, а именно, высадили живую ограду из кустов, установили новые скамьи и урны для мусора, новые опоры для освещения. Также в парке соорудили общественную уборную, домик садовника и помещение для муниципальной охраны. Помимо этого, были обустроены и современные детские площадки, а также спортивно-игровой комплекс с резиновым покрытием, установлены мини-батуты, качалки, канатный комплекс.
В парке «Победа» также появились новые арт-объекты и локации: смотровая площадка на берегу озера, «железные деревья» в тихой зоне парка — три дерева высотой 5 метров, обвитые живыми лианами, «зонтик» с обозначением выдающихся городов мира и расстоянием до них, «скамьи-буквы» высотой более 2 метров и протяжённостью 24 метра, которые образуют название парка «ПЕРЕМОГА»; «Крестики-нолики» — деревянные подвижные кубики размером 50×50 см, «зелёный медведь» — фигура, обтянутая искусственным газоном высотой более 3-х метров.
Кличко отметил, что парк в выходные дни, посещает более 10 000 человек.

## Галерея
- Аллея парка после реконструкции 2018 - 2019 г.г.
- Японский уголок
- Экодиван из газонной травы
- Новый указатель
- Главная аллея в парке
- Памятник матери, провожающей сына на войну. Скульптор - А. Радионов, бронза, 2005 г.
- Скульптурная композиция "Люди Победы". Скульптор - А. Моргацкий, бронза, 2016 г.
- Курган Бессмертия
- Памятник "Мать-вдова". Скульпторы - А. Балог и К. Добрянский, гранит, 2012 г.
- Памятник "Защитникам границ Отечества"

## Планировка
1 — Альпинарий

2 — Детская площадка

3 — Туалет

4 — Территория ПКиО «Победа»

5 — Бювет

6 — Курган Бессмертия

7 — ПАТ АК «Киевводоканал»

8 — Арт-объект

9 — Предприятие общественного питания

10 — Религиозное сооружение (Храм всех святых воинов УПЦ)

11 — Эко-парковка

12 — Спортивная площадка

13 — Беседки

## Памятники
- Памятник «Мать, провожающая сына на войну» был установлен возле центрального входа в парк. Открыт в мае 2005 года к 60-летию победы в Великой Отечественной войне. Памятник изготовлен из бронзы и весит 3,5 тонны. Авторы — скульптор Александр Радионов и архитекторы Константин Черний и Евгений Лещенко[6].
- Памятник «Матери-вдове» расположен в центральной части парка. Открыт 22 июня 2012 г. ко Дню скорби и памяти жертв Великой Отечественной войны[7]. Памятник представляет собой скульптуру из камня высотой 4 метра, изображающую грустную женщину с двумя детьми[8]. Авторы монумента — скульпторы Адриан Балог и Константин Добрянский (оба преподаватели в Национальной академии изобразительного искусства и архитектуры)[8]. Стал первым памятником, посвященный матери-вдове в Украине[8].
- Памятник «Защитникам границ Отечества» находится на «Аллее пограничной славы». Был торжественно открыт 28 мая 2013 г.[9]. Памятник представляет собой скульптуру воина-пограничника высотой 2,7 м, рядом с ним — собака. Вместе с постаментом композиция достигает 5,7 м[9]. Общий вес — около 2 тонн[9]. Авторы композиции — скульпторы Иван Мельничук и Василий Билей. Памятник установлен на новой «Аллее пограничной славы»[9].
- Скульптурная композиция «Люди Победы» установлена слева от центрального входа в парк. 7 мая 2016 года состоялось открытие первого в Украине памятника ветеранам Великой Отечественной войны[10]. Скульптурная композиция выполнена из бронзы и состоит из двух фигур — мужской и женской — и олицетворяет собой встречу двух ветеранов по случаю Дня Победы, встречу мужчины и женщины, прошедших Великую Отечественную войну[10]. Автор — скульптор Александр Моргацкий[10].

## Здания и сооружения
- Храм Всех святых воинов УПЦ[11]. Он расположен на северо-восточной части парка.
- Крытый каток «Льдинка». Среди воспитанников хоккейной школы «Льдинка» были чемпион мира среди молодёжи 2011 г. Даниил Собченко и серебряный призёр чемпионата мира 2007 г. Виталий Аникеенко.
- Кафе «Подкова» расположено в северной части парка.
- Лодочная станция «Победа». Находится у берега озера в центральной части парка. Предоставляет прокат катамаранов и лодок.
- Спортивная площадка расположена в северной части парка. Состоит из теннисного корта, баскетбольной площадки, тренажёрных установок.
- 5 детских площадок расположены в южной и северо-восточной частях парка.
- Детские аттракционы установлены в южной части парка слева от центральной аллеи.
- ПАТ АК «Киевводоканал».